# Блея
Блея (нід. Blija, фриз. Blije) — село в нідерландській провінції Фрисландія, на узбережжі Ватового моря. Входить до муніципалітету Північно-Східна Фрисландія.
Його площа становить 12,50км², а населення станом на 2021 рік складало 840 осіб.
Перша згадка про населений пункт датується 13-им сторіччям.

## Галерея

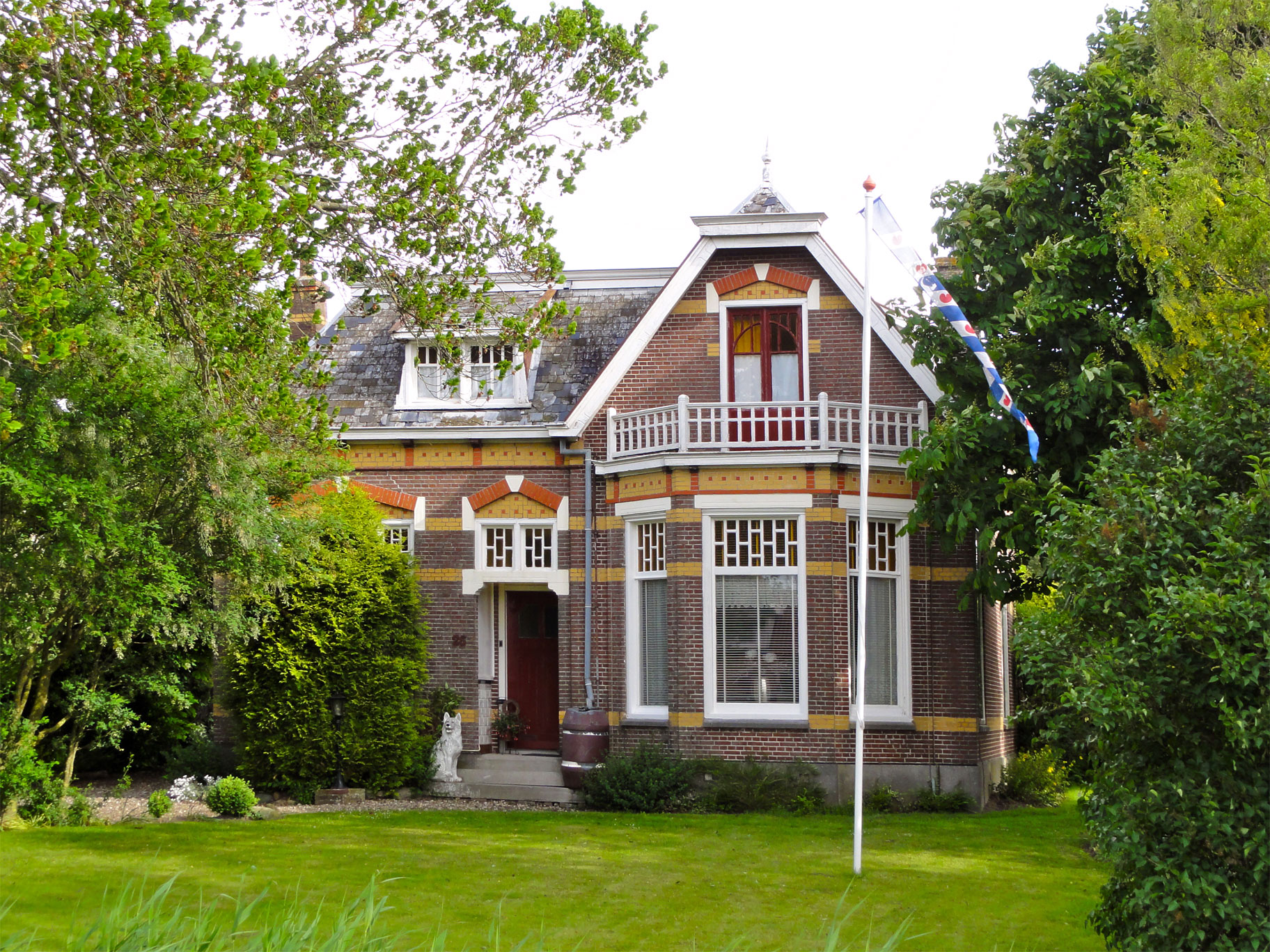
Будинок у селі
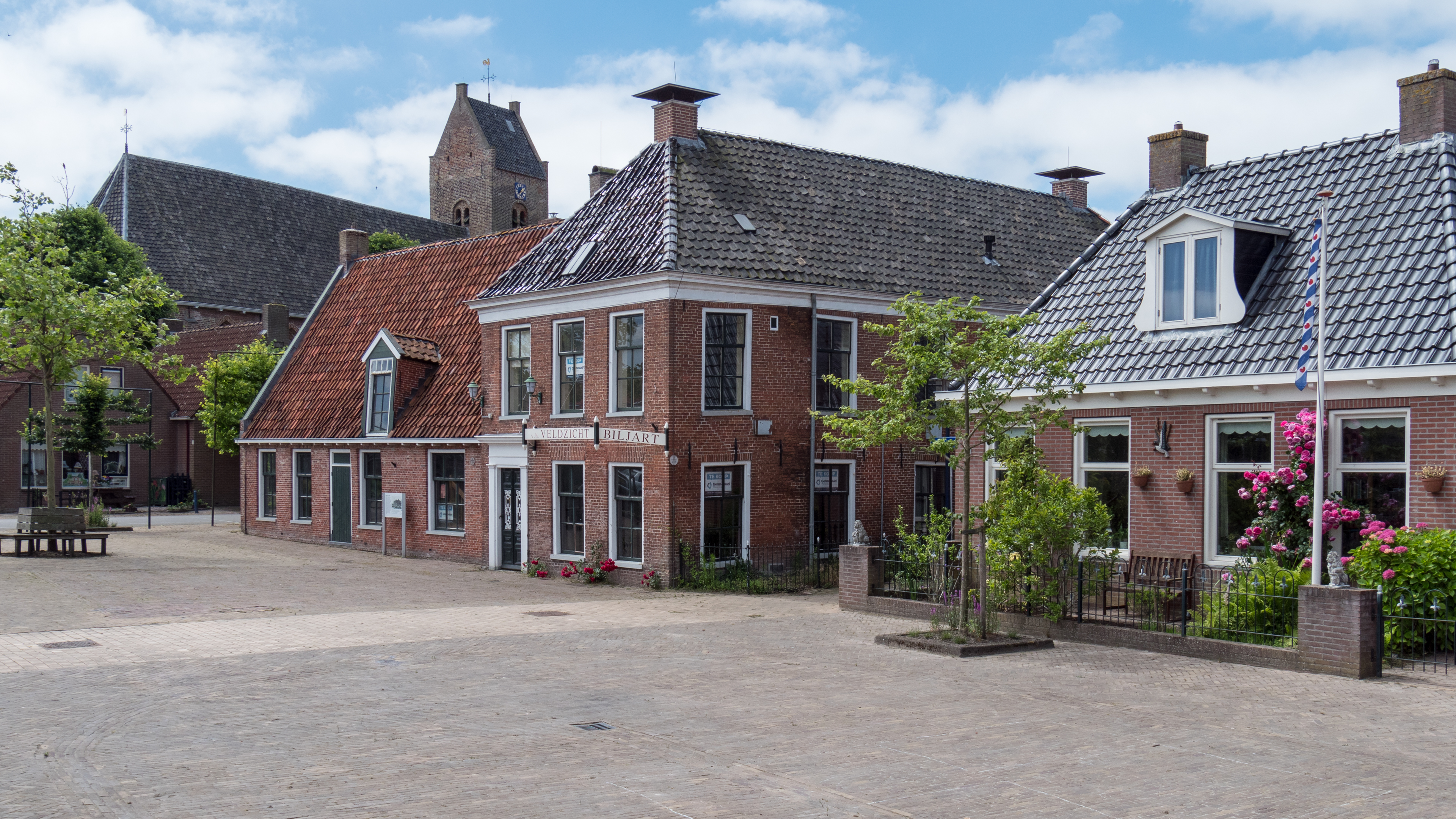
Головна вулиця
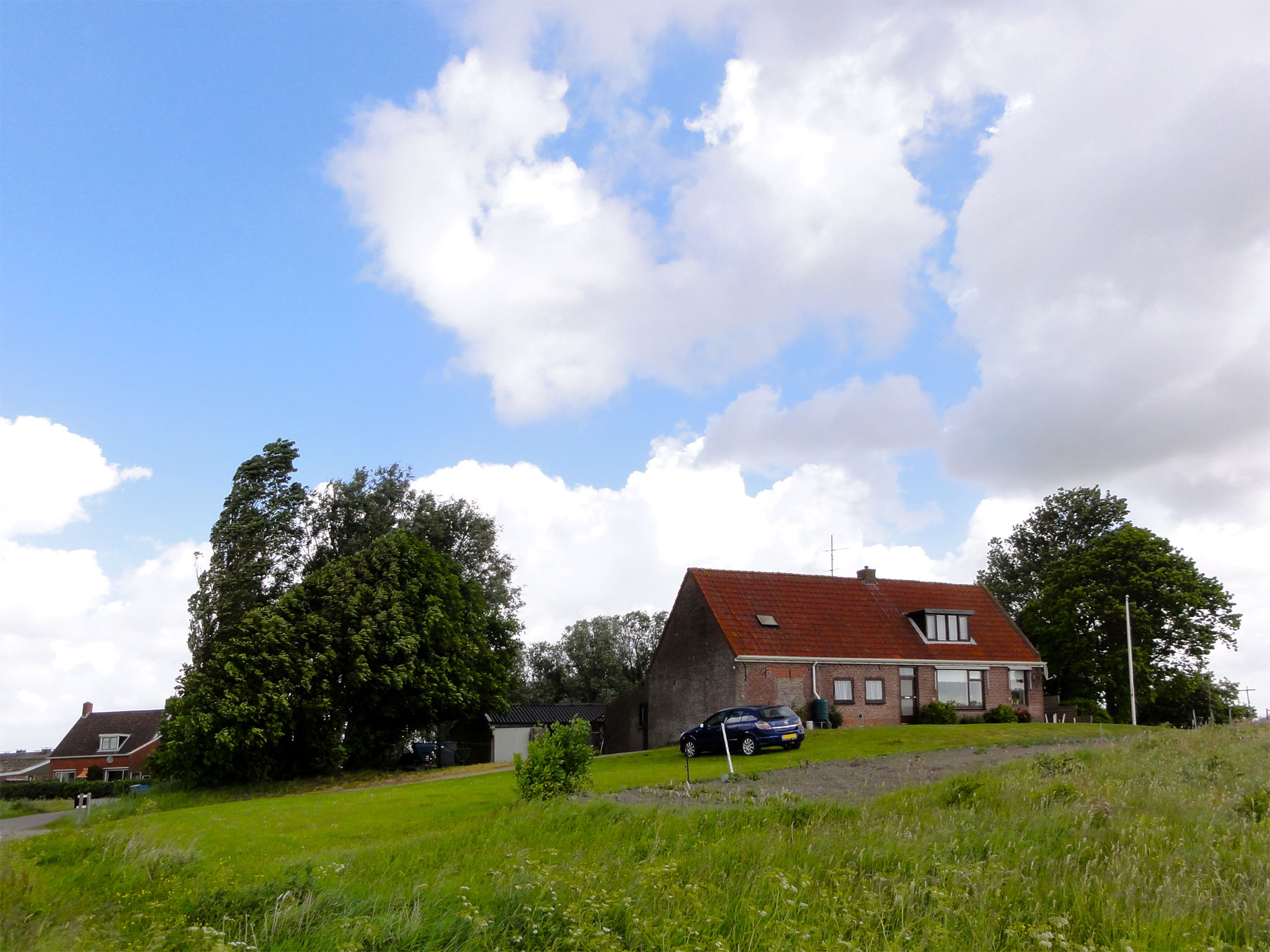
Будинок у Блеї
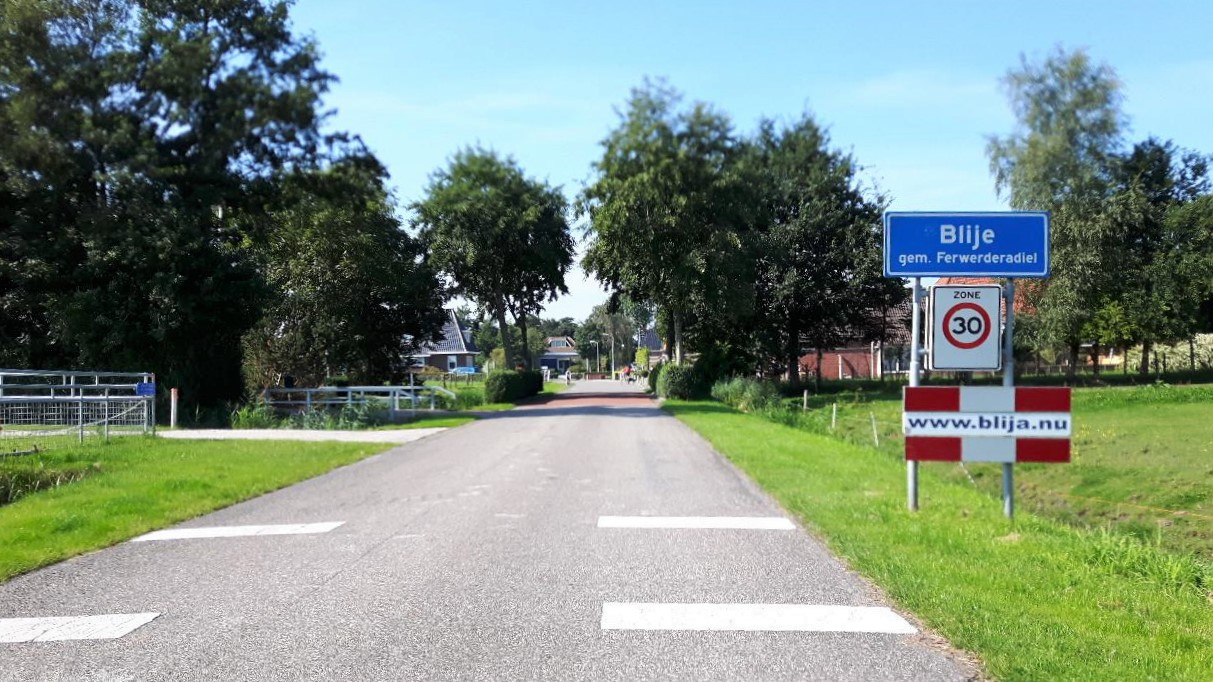
В'їзд до села